# Тейлор, Кевин (боксёр)
Кевин Тейлор (англ. Kevin Taylor; Пустой шаблон {{ВД-Преамбула}} ) — английский боксёр, участник летних Олимпийских игр (1984).

## Биография
Родился 10 августа 1963 года в Рочдейле, Большой Манчестер, Англия, Великобритания, где начал увлекаться любительским боксом.
В 1984 году выиграл чемпионский титул Любительской боксёрской ассоциации Англии (ABA), выступая в составе команды «Middleton & Rochdale ABC». В том же году представлял Великобританию на боксёрском турнире летних Олимпийских игр в Лос-Анджелесе.
14 января 1985 году провёл свой первый бой на профессиональном боксёрском ринге. Последний бой Тейлора состоялся 14 декабря 1988 года, после чего он завершил спортивную карьеру.